# San Isidro, Penjamillo
San Isidro är en ort i Mexiko.   Den ligger i kommunen Penjamillo och delstaten Michoacán de Ocampo, i den centrala delen av landet, 290 km väster om huvudstaden Mexico City. San Isidro ligger 1 740 meter över havet och antalet invånare är 166.
Terrängen runt San Isidro är kuperad åt sydväst, men åt nordost är den platt. Runt San Isidro är det ganska tätbefolkat, med 86 invånare per kvadratkilometer. Närmaste större samhälle är Panindícuaro de la Reforma, 17,7 km söder om San Isidro. I omgivningarna runt San Isidro växer huvudsakligen savannskog.